# Borås Arena

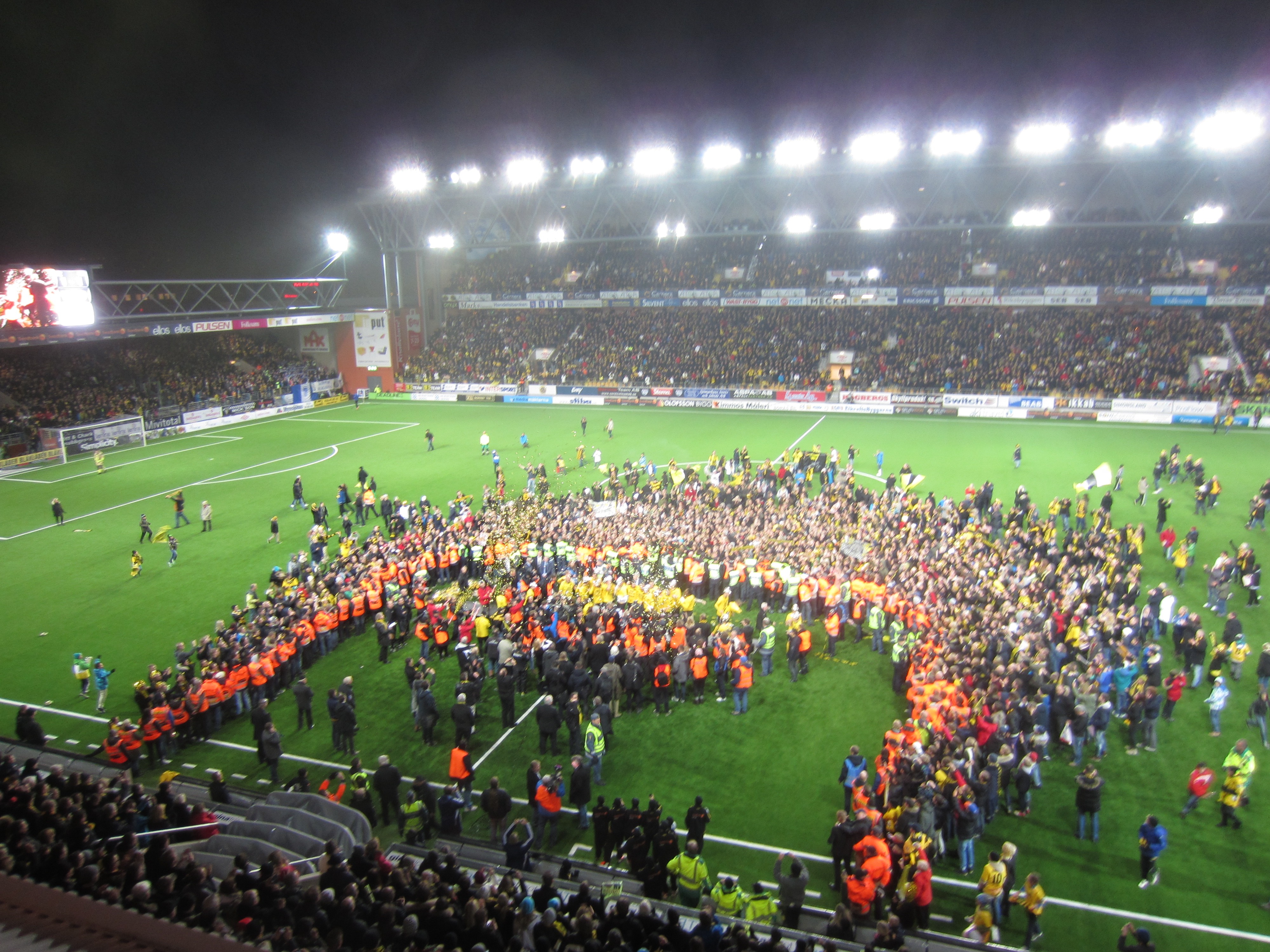
Borås Arena vid firandet av IF Elfsborgs SM-guld 4 november 2012.

Borås Arena är en fotbollsarena i Borås. Den är hemmaarena för IF Elfsborg och Norrby IF.
Arenan stod klar inför Fotbollsallsvenskan 2005, och är belägen i närheten av shoppingområdet Knalleland. Första allsvenska matchen på arenan spelades mot Örgryte IS 17 april 2005 och slutade 1-0, efter mål av Daniel Mobaeck. Arenan saknar löparbanor men när friidrottsevenemang anordnas kan Ryavallens löparbanor användas, eftersom den ligger alldeles intill Borås Arena. På arenan har man använt konstgräs för att möjliggöra goda spelförhållanden under hela året. Dessutom ger detta större möjligheter att använda arenan för andra ändamål, till exempel konserter.

## Övrigt
- Kapacitet: 14 500.
- Publikrekord: 17 083 (mot Kalmar FF 2005).[3]
- Spelplan: 105 x 68 m.[3] Hela innerplanen mäter 120 x 80 m.
- Underlag: Konstgräs
- Belysning: På och under taket.
- Byggnadsår: 2004-2005. Borås Arena AB (ägs av IF Elfsborg)
- Total byggkostnad: 112 miljoner kr.

## Bilder

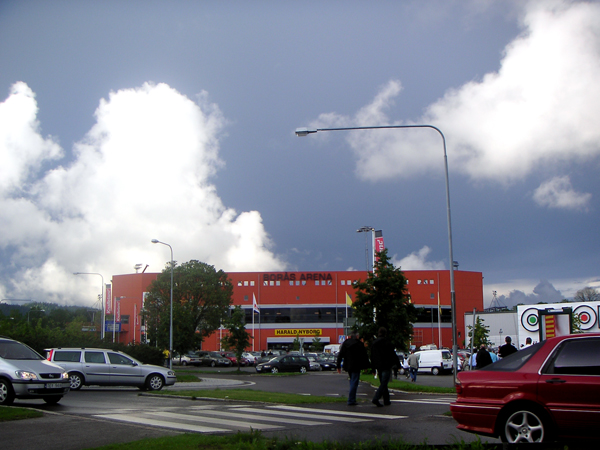
Borås Arena
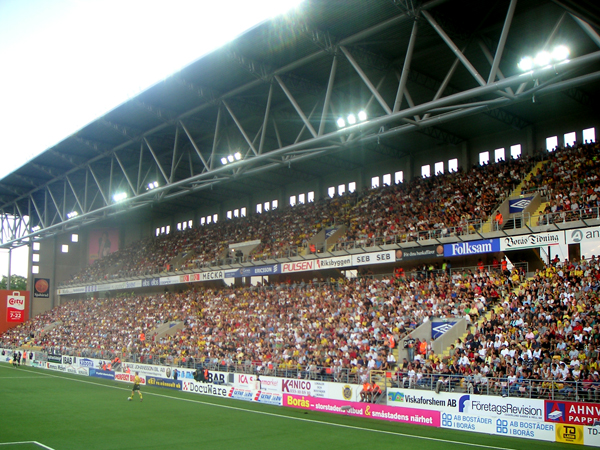
Ålgårdsläktaren, Långsida
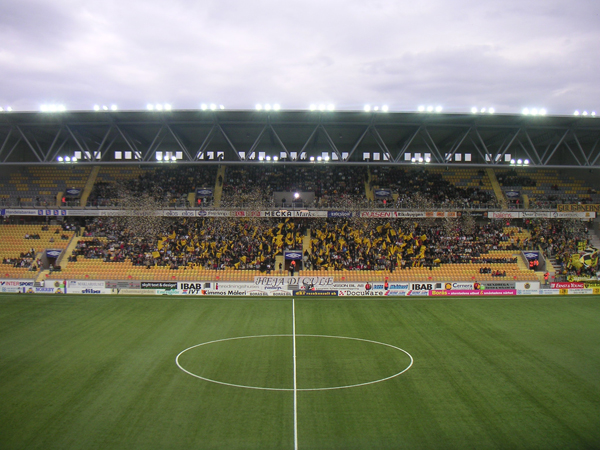
Ålgårdsläktaren, Långsida
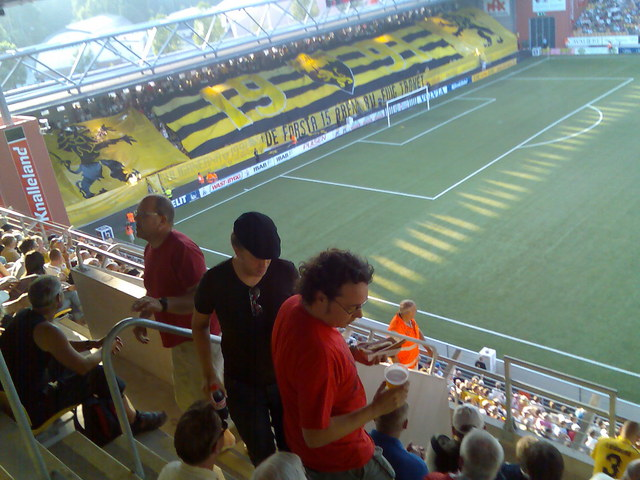
Elfsborgsläktaren tagen från Ålgårdsläktaren
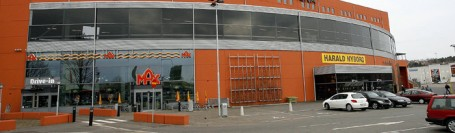
Max restaurang på Borås Arena
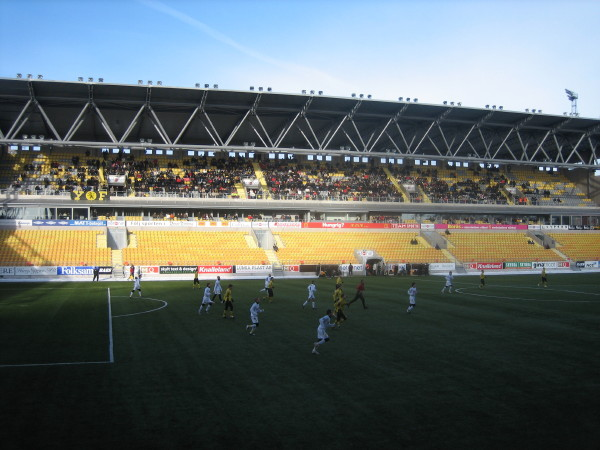
Sjuhäradsläktaren, Långsida
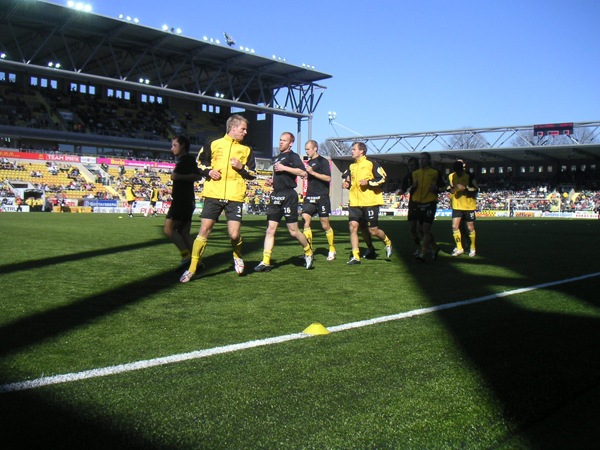
Sjuhäradsläktaren, Långsida och Knallelandsläktaren, Kortsida
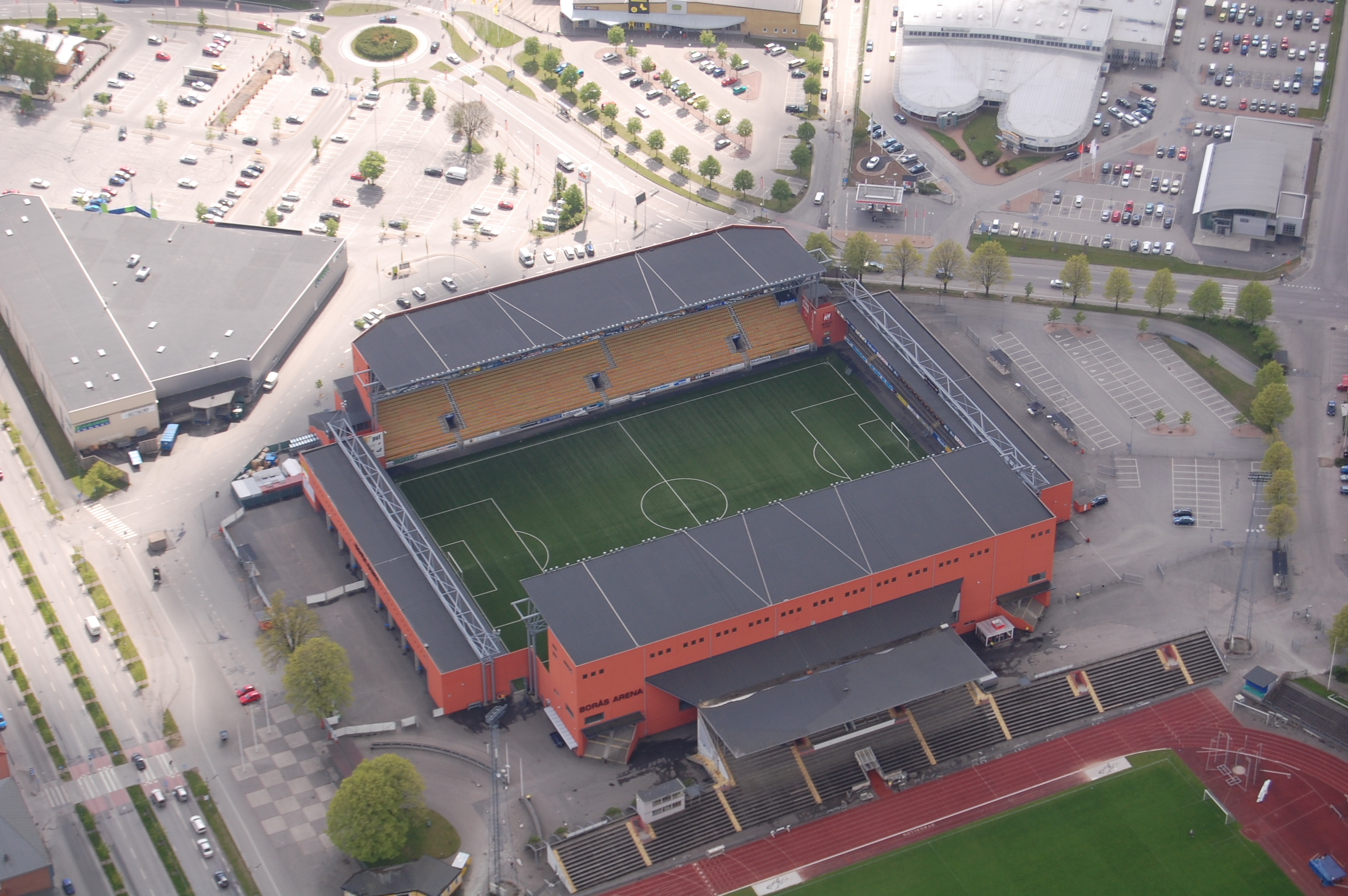
Borås Arena sett uppifrån